# 南洋杉型木
南洋杉型木是松柏門中已滅絕的一個物種。
在三疊紀時，此類物種生長於美國亞利桑那州東部的石化林國家公園裡。當時的亞利桑那州是位於被現今地質學家稱為盤古大陸的超大陸的西北方的一片平坦的熱帶草原。
樹木高可達60公尺，直徑可超過60公分。化石上面經常會出現昆蟲的蛀孔和蜂巢與古代蜜蜂的化石。
「南洋杉型木屬」被一些古植物學家認為和現今的南洋杉屬是同一的屬，然而這個觀點並不普遍。
這類樹木的石化木時常被稱之為「彩色木」，因為在一些標本上面會有許多不同的顏色存在。紅色和黃色是由大量的氧化鐵微粒所形成的，黃色的為褐鐵礦，紅色的為赤鐵礦。紫色是由散佈在石英晶格上極小的赤鐵礦微粒為形成的，且不會是由錳所形成的，以前有時會如此猜測。